# 1953 en sports équestres
Chronologie des sports équestres
- 1952 en sports équestres - 1953 en sports équestres - 1954 en sports équestres

Cet article présente les faits marquants de l'année 1953 en sports équestres.

## Événements

### Année
- première édition des championnats du monde de saut d'obstacles à Paris (France).
- 1re édition du championnat d'Europe de concours complet d'équitation 1953 à Badminton (Royaume-Uni) qui est remportée par Laurence Rook sur Starlight en individuel et par le Royaume-Uni en équipe[1].